# Asca Rampini
Asca Rampini (Differdange, 11 juli 1931 – ?, 21 december 1999) was een Luxemburgs componist, dirigent en trombonist van Italiaanse afkomst. 

## Levensloop
Rampini speelde als kind al verschillende muziekinstrumenten, zoals gitaar, mandoline, piano, klarinet en trombone. Na zijn muziekstudie werd hij trombonist in het Orkest van RTL Télé Lëtzebuerg. In 1965 werd hij dirigent van de Harmonie Municipal Differdange en bleef in deze functie tot 1980. Tijdens deze 15 jaar heeft hij het muzikale niveau enorm verhoogd. Hij was ook dirigent van de Compagnie Musicale Troaterbattien. 
Als componist heeft hij voor het medium harmonieorkest geschreven. 

## Composities

### Werken voor harmonieorkest
- 1989 Prince Guilleaume, mars
- 1990 A ma jeunesse (Uit de kindertijd), ouverture
- 1993 Reminiscences
- 1996 Washboard, voor wasboord solo, dixieland-band en harmonieorkest
- Euromedley
- Jean Gallion, mars
- Klarinettenkarussel
- Liewen um Land
- Mon bleuet, voor bugel (of: sopraansaxofoon, of: althobo) en harmonieorkest
- Somewhere, voor trompet en harmonieorkest
- Souvenirs du pays
- Tambour battant, blues-mars
- Trompettes en folie, voor 3 trompetten solo en harmonieorkest
- Wichtelmänner